# Christine Duchamp
Christine Duchamp (* 14. Februar 1974 in Gap) ist eine ehemalige französische Eishockeyspielerin (Stürmerin) und gegenwärtige (2012) Trainerin der französischen Eishockeynationalmannschaft der Frauen. 1994 bis 2006 war Duchamp Kapitänin der „Equipe de France feminines“. Darüber hinaus spielte Duchamp für die französische Frauen-Inlinehockeynationalmannschaft.
Am 28. Februar 2004 spielte sie als erste Frau in einem Meisterschaftsspiel einer französischen Eishockeymannschaft: Für ihren Club HC Cergy-Pontoise, bei dem sie in der Hauptrunde in der Frauenmannschaft spielte, absolvierte sie insgesamt zwei Spiele der zweithöchsten französischen Liga, der Division 1.

## Stationen als Trainerin
- ab 2005: Nationaltrainerin Französische Eishockeynationalmannschaft der Frauen